# Джек-шибайголова
Джек-шибайголова (англ. Jack of All Trades) — півгодинний синдикований комедійний телесеріал, який тривав протягом двох сезонів у 2000 році. Разом із Клеопатрою 2525 формував Годину пригод, і обидва серіали стали першими американськими неанімованими серіалами в жанрі екшн, що виходили у півгодинному форматі, після 1970-тих. Серіал було скасовано посередині другого сезону.
Дія серіалу відбувається на рубежі XIX століття на вигаданих контрольованих Францією островах Пулау-Пулау в Ост-Індії. Джек Стайлс — американський таємний агент, відправлений туди президентом Джефферсоном. Там він зустрічає свою британську колегу та любовний інтерес, англійську шпигунку Емілію Ротшильд. Разом вони працюють, аби зупинити Наполеона й інші загрози Сполученим Штатам. Офіційно Джек є аташе Емілії (вона іноді користується цим), і для того, щоб приховати свою особистість як таємного агента, поки діє проти ворогів Америки, Джек часто прикидається легендарним (насправді вигаданим) замаскованим героєм на прізвисько «відважний драгун».
Серіал містить велику кількість дотепів, таких як навмисні історичні неточності (наприклад те, що Канада була французькою територією, а не частиною Британської імперії), Джек причетний до великої кількості історичних подій, але не отримує винагороди, Емілія винаходить чудесні винаходи на зразок deus ex machina, сексуальні каламбури й інсинуації, а також тривала романтична напруженість Джека й Емілії.
Передумова того, що замаскований фехтувальник зриває нескінченні махінації корумпованого губернатора, його боягузливого капітана-прислужника та їх незграбних солдатів, безсоромно запозичена із Зорро, зокрема орієнтованих на молодь фільмів та серіалів про нього. Багато в чому серіал мав би бути історичною фантазією в стилі Кемпбеллового вестерну 1993-94 рр. Пригоди Бріско Каунті-молодшого та пригодницького серіалу 1965-69 рр. Дикий-дикий захід. Персонаж Джека Стайлса також нагадує яскравого Автоліка, «короля злодіїв», повторюваної ролі Кемпбелла у серіалах Геркулес: Легендарні подорожі та Ксена: принцеса-воїн.
Як продюсер і зірка серіалу, Брюс Кемпбелл мав можливість використовувати багато однорядкових жартів, за які він і відомий.
В Україні серіал транслювався на каналі «ICTV».

## У головних ролях
| Актор         | Роль                                                    |
| ------------- | ------------------------------------------------------- |
| Брюс Кемпбелл | Джек Стайлс                                             |
| Анжела Дотчін | Емілія Ротшильд                                         |
| Стюарт Девені | губернатор Крок                                         |
| Стівен Паппс  | капітан Брогард                                         |
| Верн Троєр    | Наполеон Бонапарт (повторюваний гість – чотири епізоди) |

## Епізоди

### Перший сезон
| № | #  | Назва                                                                    | Режисер         | Сценарист                                  | Світова прем'єра | Прем'єра в Україні |
| --- | -- | ------------------------------------------------------------------------ | --------------- | ------------------------------------------ | ---------------- | ------------------ |
| 1 | 1  | «Повернення драгуна» «Return of the Dragoon»                             | Джош Бекер      | Ерік Морріс                                | 22 січня 2000    | Буде оголошено     |
| Пригода починається, коли Джека Стайлса відправлено Томасом Джефферсоном до крихітного острова в Ост-Індії, де він об'єднується з прекрасною британською винахідницею та таємним агентом для боротьби з Наполеоном Бонапартом. |    |                                                                          |                 |                                            |                  |                    |
| 2 | 2  | «Секс і самотній шпигун» «Sex and the Single Spy»                        | Чарлі Хаскелл   | Адаптація: Меліса Блейк Сюжет: Ерік Морріс | 29 січня 2000    | Буде оголошено     |
| Джек навчає Емілію мистецтву зваблення, а потім вона випробовує свої навички на видатному французькому шпигуні, від якого вона має отримати таємний шифр.                                                                      |    |                                                                          |                 |                                            |                  |                    |
| 3 | 3  | «Батько на межі краху» «The Floundering Father»                          | Кріс Грейвс     | Роберто Орсі і Алекс Куртцман              | 5 лютого 2000    | Буде оголошено     |
| Бенджаміна Франкліна викрадено під час подорожі Францією для того, щорб він збудував зброю масового ураження для Наполеона, а Джек й Емілія мають прийти йому на допомогу.                                                     |    |                                                                          |                 |                                            |                  |                    |
| 4 | 4  | «Коли ви йдете, Джек...» «Once You Go Jack...»                           | Чарлі Хаскелл   | Адаптація: Ерік Морріс Сюжет: Лоуренс Волш | 12 лютого 2000   | Буде оголошено     |
| Кентуккі Сью, колишня Джекова напарниця та коханка, повертається зі зброєю напереваги (буквально) та пропонує шлюб. |    |                                                                          |                 |                                            |                  |                    |
| 5 | 5  | «Драгун народу» «The People's Dragoon»                                   | Джош Бекер      | Адам Армус і Нора Кей Фостер               | 19 лютого 2000   | Буде оголошено     |
| Емілія та Джек, замаскований під Драгуна, співпрацюють з метою повернення американського золота, який було перехоплено корумпованим губернатором Кроком.                                                                       |    |                                                                          |                 |                                            |                  |                    |
| 6 | 6  | «Лютий хуліган» «Raging Bully»                                           | Чарлі Хаскелл   | Алекс Куртцман і Роберто Орсі              | 26 лютого 2000   | Буде оголошено     |
| Ставки стають зависокими, коли Джек повинен перемогти Наполеона в покер, аби відіграти Луїзіану у Франції — та врятувати власне життя.                                                                                         |    |                                                                          |                 |                                            |                  |                    |
| 7 | 7  | «Найдорожчий тато» «Daddy Dearest»                                       | Кріс Грейвс     | Ерік Морріс                                | 4 березня 2000   | Буде оголошено     |
| Це все в родині, коли батько Емілії, якому також судилося бути британським найтитулованішим шпигуном, прибуває на Пулау-Пулау для контролю за місією.                                                                          |    |                                                                          |                 |                                            |                  |                    |
| 8 | 8  | «Одне весілля та вирок» «One Wedding and an Execution»                   | Чарлі Хаскелл   | Андре і Марія Жаквеметтон                  | 11 березня 2000  | Буде оголошено     |
| Джек вирішує врятувати Емілію від «Я згодна» після того, як вона погоджується одружитися з Наполеоном у спробі врятувати Англію від французького вторгнення.                                                                   |    |                                                                          |                 |                                            |                  |                    |
| 9 | 9  | «Крок на день» «Croque for a Day»                                        | Вейн Роуз       | Геофф Мартін і Джош Кравітц                | 15 квітня 2000   | Буде оголошено     |
| Коли Наполеон надсилає інспектора для оцінки Крока, Джек й Емілія планують зберегти на посаді незагрозливого губернатора, щоб його не було замінено кимось, хто завдасть справжніх збитків.                                    |    |                                                                          |                 |                                            |                  |                    |
| 10 | 10 | «Прогулянка мертвої жінки» «Dead Woman Walking»                          | Джон Лейнг      | Гіларі Дж. Бейдер                          | 22 квітня 2000   | Буде оголошено     |
| Коли Драгуна звинувачують у паплюженні кладовища, Емілія грає роль мерця у намаганні очистити його ім'я. |    |                                                                          |                 |                                            |                  |                    |
| 11 | 11 | «Любовне зілля №10» «Love Potion No. 10»                                 | Джон Лейнг      | Девід Ренсіл                               | 29 квітня 2000   | Буде оголошено     |
| Сподіваючись зберегти мир на острові, Джек й Емілія допомагають Крокові задовольнити статевий потяг його молодої дружини. |    |                                                                          |                 |                                            |                  |                    |
| 12 | 12 | «Вгору за струмком» «Up the Creek»                                       | Кріс Грейвс     | Кевін Мейнард                              | 6 травня 2000    | Буде оголошено     |
| Відомі дослідники Льюїс і Кларк, два чоловіки, котрі справді мали просто запитати дорогу, вважаючи, що їх пустельний острів насправді є Орегоном і не здогадуючись, що війну за незалежність закінчено.                        |    |                                                                          |                 |                                            |                  |                    |
| 13 | 13 | «Ікс Маркіз Плямистий» «X Marquis the Spot»                              | Ерік Грюндеманн | Тімоті А. Джонс                            | 13 травня 2000   | Буде оголошено     |
| Це трохи насолоди та багато болю, коли Джека й Емілію відправлено на острів тортур і тріатлону у шкіряному одязі маркіза де Сада з метою повернення вкраденої корони короля Георга.                                            |    |                                                                          |                 |                                            |                  |                    |
| 14 | 14 | «Це шалена-шалена-шалена-шалена опера» «It's a Mad, Mad, Mad, Mad Opera» | Кріс Грейвс     | Меліса Блейк                               | 20 травня 2000   | Буде оголошено     |
| Все не завершиться, поки товстуха не заспіває, коли Джекові й Емілії призначено захищати нестабільного короля Георга від спланованого замаху.                                                                                  |    |                                                                          |                 |                                            |                  |                    |

### Другий сезон
| № | # | Назва                                                                               | Режисер         | Сценарист                         | Світова прем'єра  | Прем'єра в Україні |
| --- | - | ----------------------------------------------------------------------------------- | --------------- | --------------------------------- | ----------------- | ------------------ |
| 15 | 1 | «Кінь іншого кольору» «A Horse of a Different Color»                                | Чарлі Хаскелл   | Меліса Блейк                      | 7 жовтня 2000     | Буде оголошено     |
| Хтось безпечно їздив верхи островом, поки Катерина II погрожувала знищити Пулау-Пулау, якщо її чемпіонського коня не повернуть протягом доби.                                                                                       |   |                                                                                     |                 |                                   |                   |                    |
| 16 | 2 | «Наживка для акули» «Shark Bait»                                                    | Ерік Грюндеманн | Девід Ренсіл                      | 14 жовтня 2000    | Буде оголошено     |
| It's all hands onboard, коли Джека й Емілію просять допомогти легендарному піратові Чорній бороді завадити величному онукові Леонардо да Вінчі знищити щорічний установчий круїз «Батько / Син» (англ. Founding Father/Son cruise). |   |                                                                                     |                 |                                   |                   |                    |
| 17 | 3 | «Мавпячий бізнес» «Monkey Business»                                                 | Кріс Грейвс     | Ерік Морріс                       | 28 жовтня 2000    | Буде оголошено     |
| Безцінна срібна мавпа племені Волла-Волла Бінг Бенг (англ. WallaWalla Bing Bang) зводить мавпу Емілії та Джека з розуму, коли вони наказали надіслати її кожен у свою країну.                                                       |   |                                                                                     |                 |                                   |                   |                    |
| 18 | 4 | «Ранок опісля» «The Morning After»                                                  | Майкл Херст     | Роберто Орсі і Алекс Куртцман     | 4 листопада 2000  | Буде оголошено     |
| Багато гіркого винограду навколо, коли Джек й Емілія прокидаються разом у ліжку після того, як вони випили «особливого» вина, яке Наполеон планував розіслати кожному правителеві у світі.                                          |   |                                                                                     |                 |                                   |                   |                    |
| 19 | 5 | «Крок у в'язниці» «Croquey in the Pokey»                                            | Кріс Грейвс     | Девід Х. Гудман                   | 11 листопада 2000 | Буде оголошено     |
| Коли губернатора ув'язнено за спробу замаху на Наполеона, Джек шляком бійки вирушає за ґрати, таким чином він може захистити Крока від бандитів, яких він сам засудив.                                                              |   |                                                                                     |                 |                                   |                   |                    |
| 20 | 6 | «Раз, два, три, віддай мені статую свободи» «One, Two, Three, Give Me Lady Liberty» | Майкл Херст     | Стефані К. Меєр і Крістофер Береш | 18 листопада 2000 | Буде оголошено     |
| Схоже, що Наполеон починає нову сторінку, коли він збирається подарувати Америці особливу статую, але Емілія та Джек незабаром з'ясовують, що за красою каменя ховається чудовисько.                                                |   |                                                                                     |                 |                                   |                   |                    |
| 21 | 7 | «Амнезія» «Hamnesia»                                                                | Вейн Роуз       | Ерік Морріс                       | 25 листопада 2000 | Буде оголошено     |
| Емілія вважає себе дикою свинею, коли випадок стирає їй пам'ять, включно з місцезнаходженням справи про безцінну землю, і Джек переконує її, що вона насправді розкута танцююча тварина.                                            |   |                                                                                     |                 |                                   |                   |                    |
| 22 | 8 | «Сімдесят наречених для брата» «Seventy Brides for One Brother»                     | Чарлі Хаскелл   | Рік Копп                          | 2 грудня 2000     | Буде оголошено     |
| Емілія знаходить себе однією з багатьох жінок, котрих було викрадено для гарему султана, але що довше вона лишається, то більше відмовляється покидати без інших «дружин».                                                          |   |                                                                                     |                 |                                   |                   |                    |

## Пісенний мотив
У серіалі використовується відчайдушний пісенний мотив у виконанні групи завсідників барів XIX століття. Мелодія та текст засновані на численних тогочасних піснях, таких як «Гімн морської піхоти» і «Янкі-Дудл». Пісенний мотив було номіновано на Премія «Еммі» за кращу оригінальну головну вступну музичну тему у 2000 році, але програв Західному крилу.
|  | У тисяча вісімсот першому році Революція взяла гору І улюблений син Дядька Сема отримав роботу, яку мав виконати Яка привела Джека до дами, прекрасної та розумної Хто знайшов його суміш інтригуючою; негідник із серцем! З рівнин Монтесуми до берегів Триполі Там не хоробрий морський піхотинець, відважний драгун він Він зупинить сміливий крок Наполеонового нападу Ні французькі, ні піратські шахраї не... знали Джека! З рівнин Монтесуми до берегів Триполі Обігнувши кривавий світ на захисті демократії І коли вам потрібний боєць, якому ви б довірили прикрити свою спину Просто спитайте когось поруч із вами — (папуга: «Чорт забирай!») — це... Джек! Оригінальний текст (англ.) In eighteen-hundred-one, the Revolution had been won And Uncle Sam’s favorite son had a job he needed done Which brought Jack to a lady, both beautiful and smart Who found his mix intriguing; a scoundrel with a heart! From the halls of Montezuma to the shores of Tripoli There was never a leatherneck braver, a Daring Dragoon is he He’ll halt the bold advance of Napoleon’s attack There ain’t a French or pirate rogue who don’t... know Jack! From the halls of Montezuma to the shores of Tripoli Sailin’ ’round the bloody world to defend democracy And when ya need a fightin’ man ya’d trust to watch yer back Just ask the bloke right next ta ya — (parrot: «Damn right!») — it’s... Jack! |

## Історичні постаті
Багато епізодів Джека-шибайголови залучають справжніх історичних постатей, зазвичай радикально пародійованих заради гумору. Сприяючи навмисним неточностям серіалу, деякі з цих постатей померли до настання 1801 року.
Нижче наведено список історичних постатей, які з'являються у серіалі:
- Томас Джефферсон
- Чорна борода
- Бенджамін Франклін
- Джеймс Медісон
- Наполеон і Жозефіна Бонапарт
- Маркіз де Сад
- Мерівезер Льюїс і Вільям Кларк
- Сакаджавея
- Король Георг III
- Катерина Велика
- Леонардо да Вінчі — спародійований своїм вигаданим нащадком Нардо да Вінчі.